# Georg Oeder (Maler)

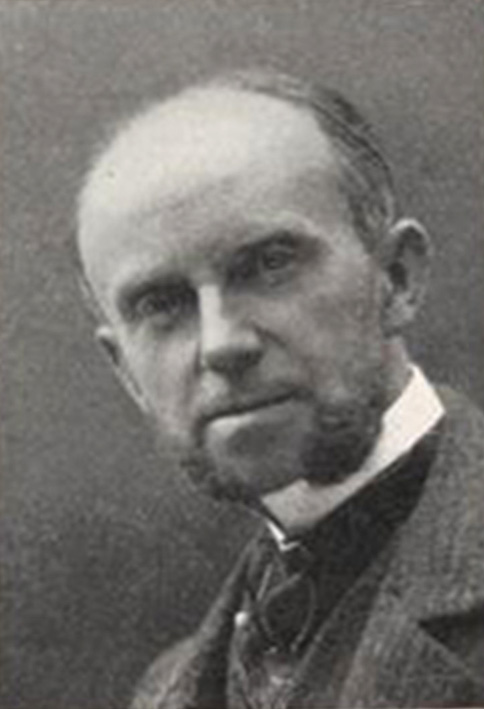
Georg Oeder, Kunst-Ausschuss und Delegierter der Internationalen Kunstausstellung, Düsseldorf 1904

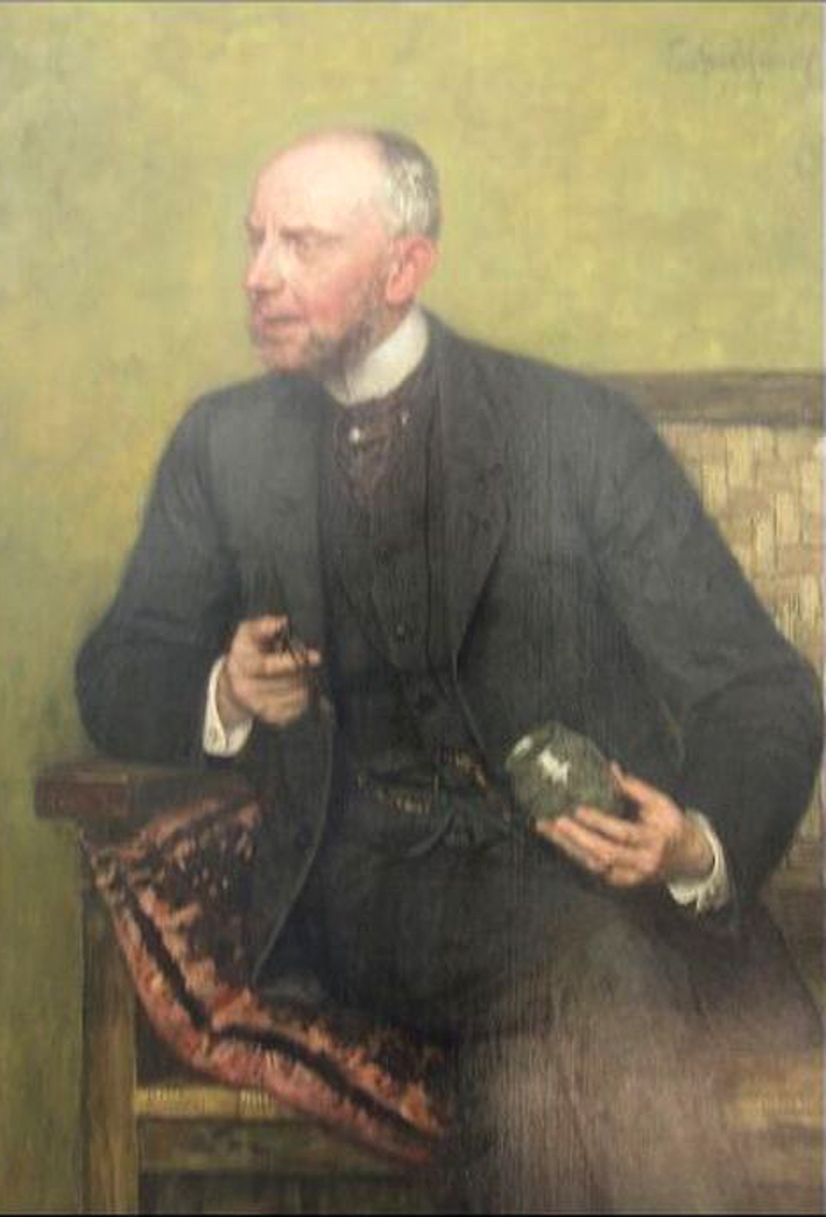
Bildnis des Georg Oeder, von Eduard von Gebhardt, 1907

Georg Oeder (* 12. April 1846 in Aachen; † 4. Juli 1931 in Düsseldorf) war ein deutscher Landschaftsmaler der Düsseldorfer Schule.

## Leben und Werk

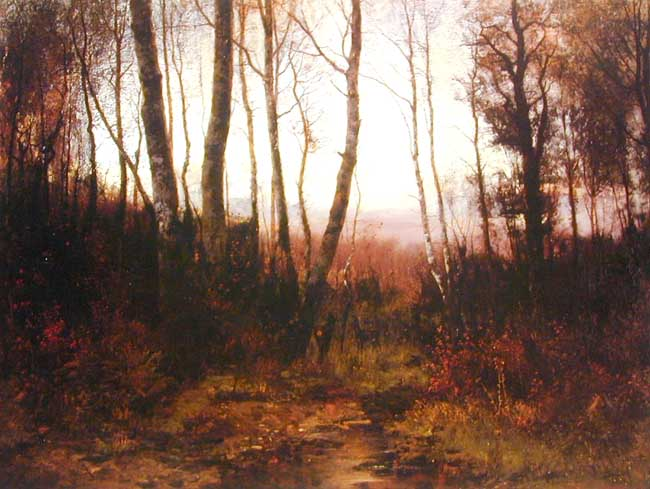
Dämmerung, um 1880

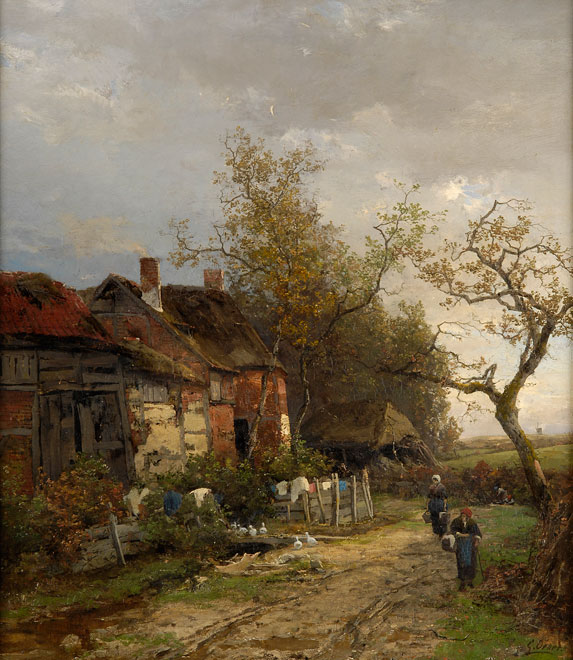
Morgens auf dem Lande, ohne Datum

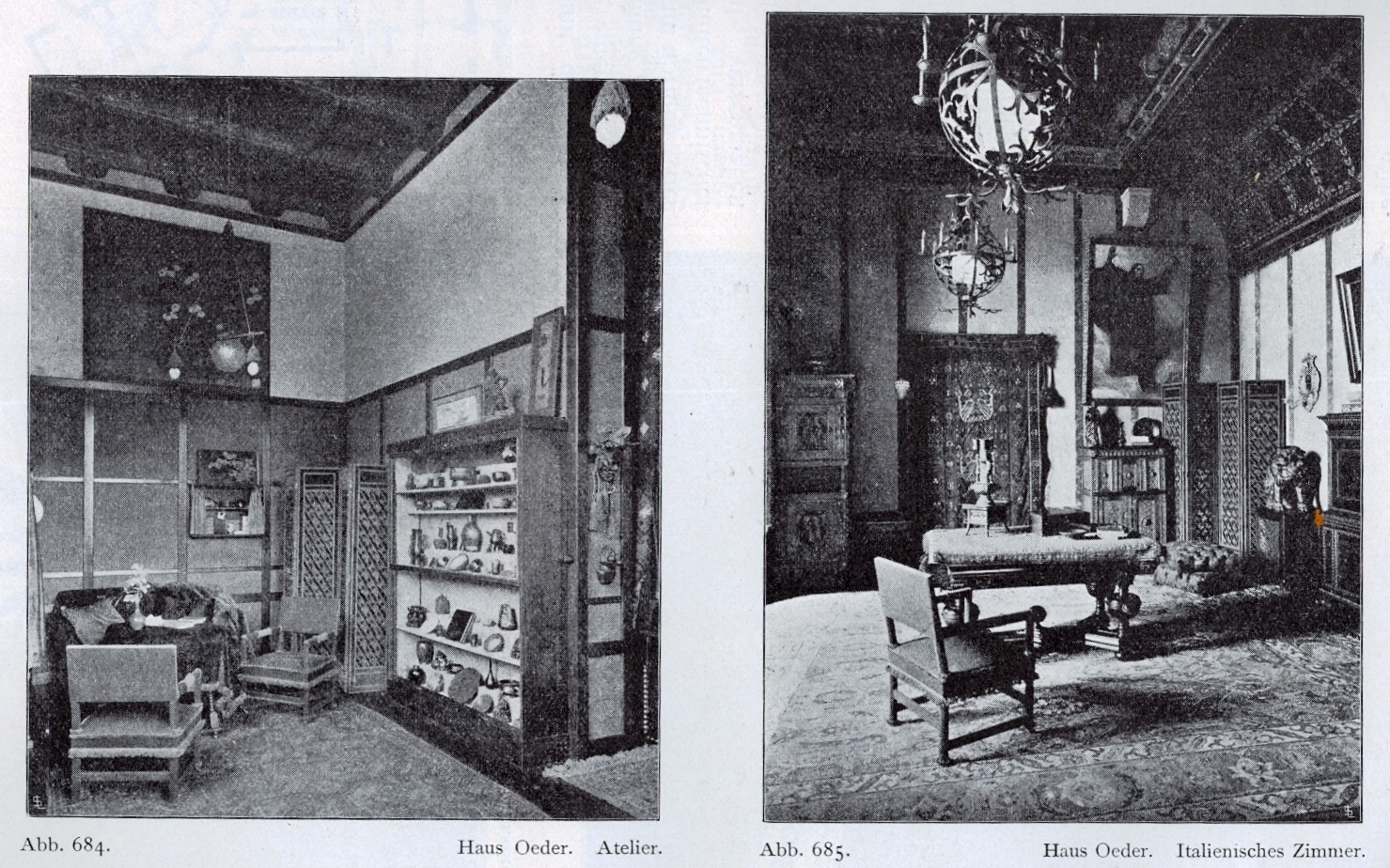
Atelier mit japanischer Sammlung und Italienisches Zimmer im Haus Oeder, 1904

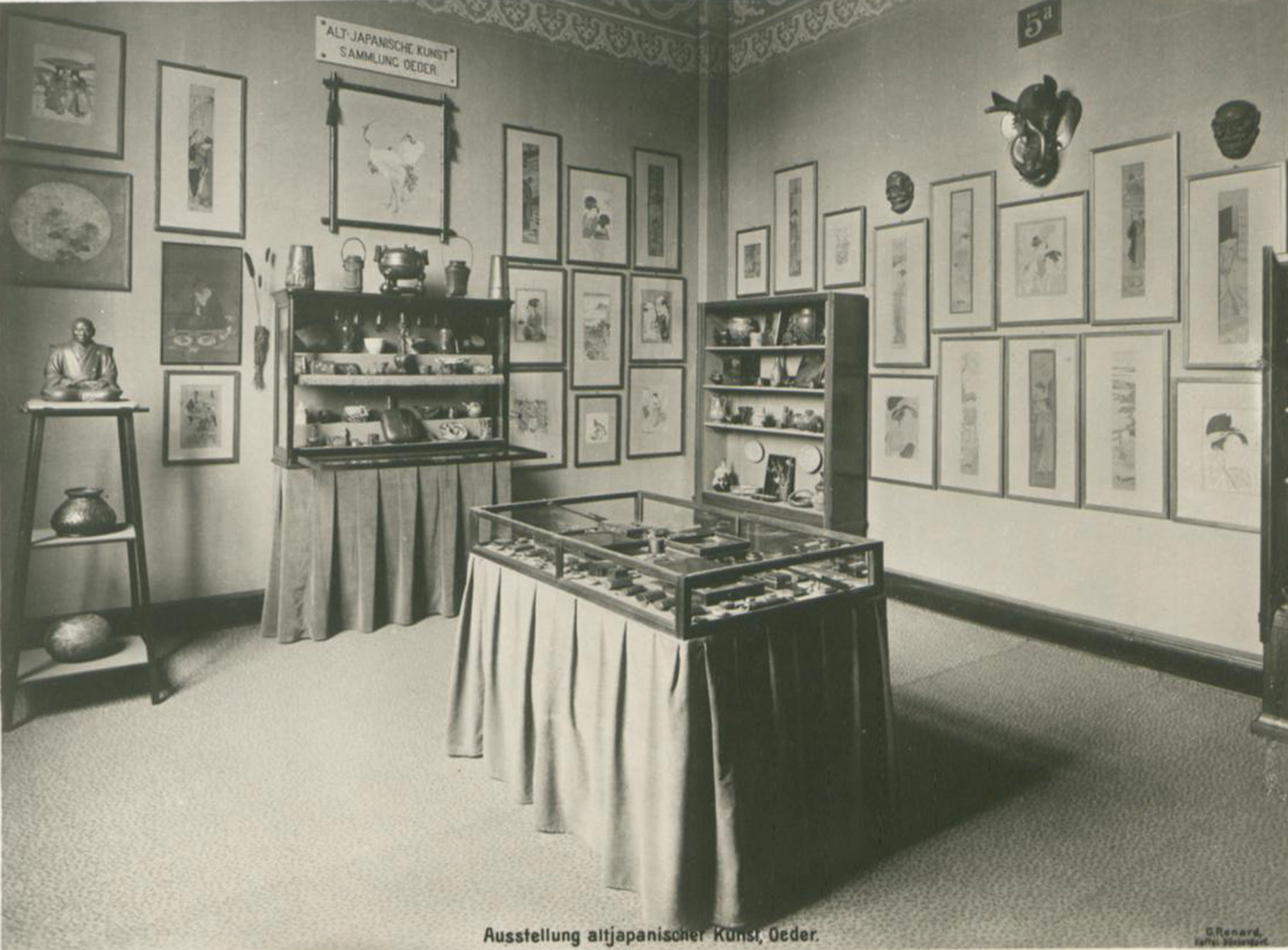
Ausstellung Oeders altjapanischer Kunst im Ausstellungspalast, 1902

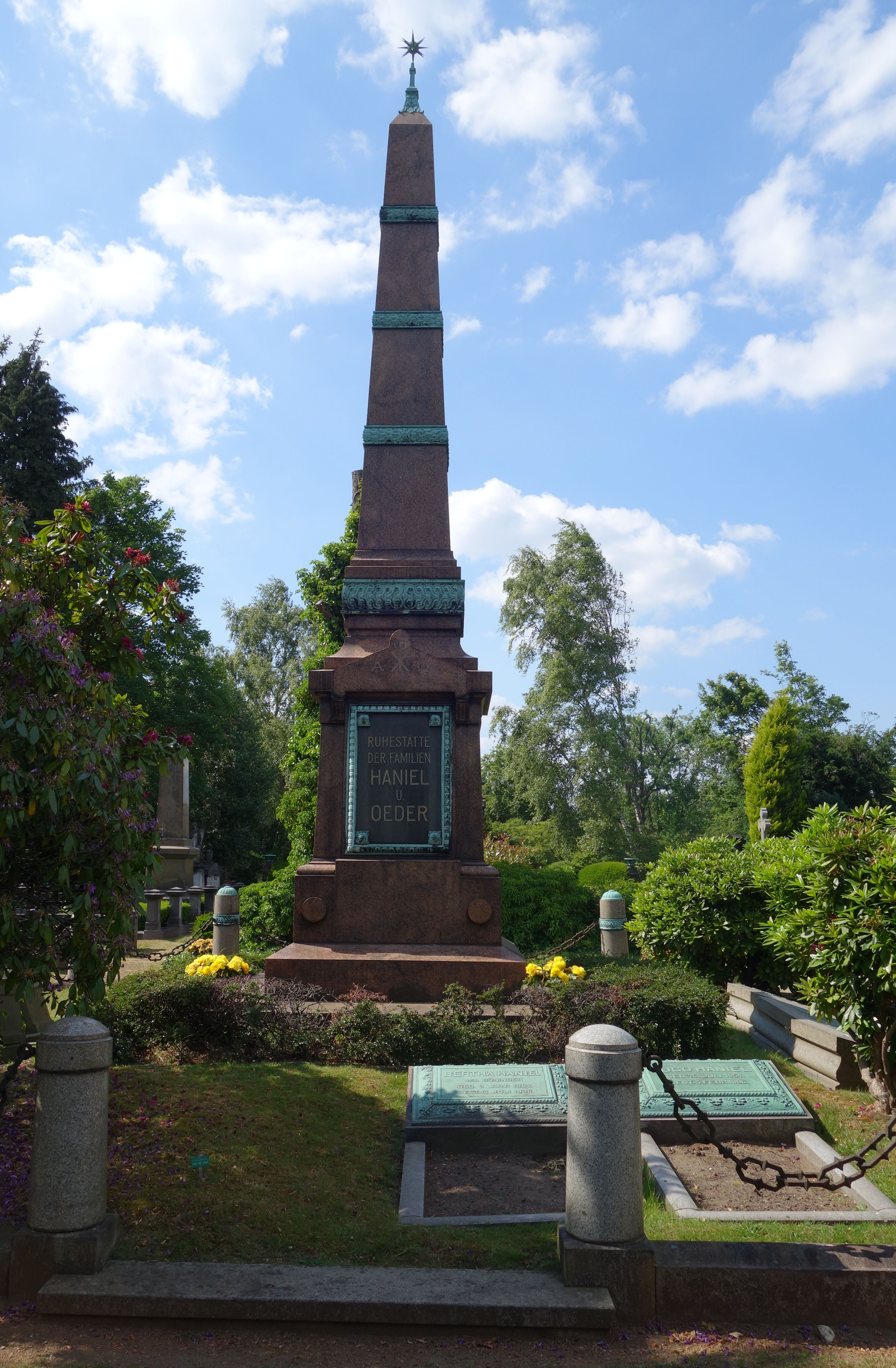
Grabstätte der Familie Haniel und Oeder (Feld 62), Architekt Gottfried Wehling

Oeder war der Sohn des Bankiers Julius Oeder (1810–1861) und dessen in Gent geborenen Ehefrau Louise Pauli sowie Enkel des Wollhändlers und Beigeordneten Bürgermeisters Johann Christian Oeder. Er besuchte das Gymnasium in Duisburg, danach die Handelsschule in Wiesbaden. Anschließend war er drei Jahre Gutseleve in Westfalen.
1866 trat er der Ersatz-Eskadron des 11. Husarenregiments in Düsseldorf bei. Im Deutsch-Französischen Krieg 1870/71 diente er als Reserveoffizier. Nach dem Krieg wandte er sich ganz der Malerei zu und war Mitarbeiter von Emil Hünten.
Bereits ab 1868 hatte er mit der Landschaftsmalerei begonnen, indem er sich an Studien nach der Natur versuchte. Ermutigt durch den damaligen Direktor der Düsseldorfer Kunstakademie, Eduard Bendemann, ließ er sich 1869 in Düsseldorf nieder, wohnte auf der Jägerhofstraße, blieb aber zeitlebens Autodidakt. Auf Reisen in Bayern, Holland, der Schweiz, Österreich, Italien, Frankreich und England vervollkommnete er seine Technik.
In seinen Bildern dominieren intime Landschaften vom Niederrhein, häufig auch in trüber herbstlicher oder winterlicher Stimmung. Betont wird immer wieder der Einfluss Olof Jernbergs auf seine Malerei.
Im Alter von 47 Jahren zwang ihn ein Kopfleiden, die Malerei aufzugeben. Kurz zuvor wurde ihm noch der Titel Professor verliehen. Seit den 1880er Jahren widmete Oeder sich dem Sammeln asiatischer Kunst, wozu Schwertzierrat (Tsuba) und japanische Drucke, unter anderem des Ukiyo-e, gehören. 1908 kaufte Oeder auf Betreiben des Kunsthistorikers Otto Kümmel die bedeutende Sammlung japanischer Schwertstichblätter des Kaufmanns Paul Louis Vautier, eines Sohns des Düsseldorfer Genremalers Benjamin Vautier. Oeders Sammlung wurde nach seinem Tode am 17. Oktober 1943 in Wien versteigert.
1872 baute er sich ein Haus am Düsseldorfer Hofgarten, unmittelbar neben dem Malkasten-Haus an der Jacobistraße 10, wo er bis zu seinem Tode wohnte. Der auch als Privatgalerie fungierende Wohnsitz wurde 1894 nach Plänen von Hubert Jacobs und Gottfried Wehling luxuriös umgebaut und erweitert. Verheiratet war Oeder seit dem 11. September 1879 mit Thusnelde (1860–1931), Tochter von Louis Haniel aus der berühmten Unternehmerfamilie Haniel und 1890 Mitinhaberin der Maschinenfabrik „Haniel & Lueg“ an der Grafenberger Allee. Mitinhaber dieser Fabrik war Heinrich Lueg. In dem von Lueg maßgeblich entwickelten Projekt der 1880 ausgerichteten Gewerbe-Ausstellung für Rheinland, Westfalen und benachbarte Bezirke wirkte Oeder in verschiedenen Komitees mit. Als Lueg 1882 den Central-Gewerbe-Verein für Rheinland, Westfalen und benachbarte Bezirke ins Leben rief, gehörte Oeder zu den Gründungsvätern des Vereins. Dort engagierte er sich insbesondere im Ankaufskomitee, das die Aufgabe hatte, eine Sammlung für das Kunstgewerbemuseum Düsseldorf aufzubauen.
1898 erhielten Georg Oeder, Albert Flamm und Otto Erdmann aus Anlass des 50-jährigen Bestehens des Künstlervereins Malkasten, dessen Ehrenmitglied er war, den Roten Adlerorden 4. Klasse.
Um 1900 gehörte Oeder zusammen mit Paul Clemen, Heinrich Lueg und Fritz Roeber zu den Initiatoren der Industrie- und Gewerbeausstellung Düsseldorf 1902. Für dieses Engagement wurde er mit dem Kronen-Orden 3. Klasse dekoriert. Seine bedeutende Sammlung japanischer Kunst wurde im 1902 erbauten Ausstellungspalast präsentiert. 1904 war Oeder Mitglied im Kunstausschuss und Delegierter der Internationalen Kunst-Ausstellung und Grossen Gartenbau-Ausstellung in Düsseldorf.
Oeder war Stifter der Fontänenskulptur Jröne Jong von Joseph Hammerschmidt inmitten des „Runden Weihers“ im Düsseldorfer Hofgarten, der vier barocken Schmuckvasen desselben Künstlers und der Marmorbank, gefertigt von Rudolf Bosselt, in der Schmuckanlage und der Goltsteinparterre in der Goltsteinstraße.
Seine Frau Thusnelde Oeder, am kulturellen Leben Düsseldorfs beteiligt, war Beisitzende im 1905 gegründeten Rheinischen Frauenklub, dessen Vorsitz Minna Blanckertz hatte.
1916 wurde er anlässlich einer Sonderausstellung seiner Bilder Ehrenmitglied der Kunstakademie Düsseldorf. Zu seinem 80. Geburtstag im Jahr 1926 ernannte ihn die Stadt Düsseldorf zum Ehrenbürger. Ferner ehrte sie ihn durch die Benennung der Oederallee an der Tonhalle.
Oeder ruht auf dem Nordfriedhof (Düsseldorf).

## Werke (Auswahl)
- Waldlandschaft mit Rehen (1874)
- Der Holzschlag (1876)
- Spätherbststimmung (1879)
- Novembertag (1880), Berliner Nationalgalerie (ab 1930 Leihgabe nach Hannover, dort 1943 verbrannt)
- Ein Herbstmorgen (1883)
- Waldinneres (1884)
- Motiv von der holländischen Küste (1886)
- Ein Landweg (vor 1888)

## Belege
1. ↑  Reichshandbuch der deutschen Gesellschaft. Band 2: L–Z. S. 1348.
2. ↑  Oeder, Georg, Maler, Jägerhofstr. 23, in: Adreßbuch der Oberbürgermeisterei Düsseldorf, zusammengestellt am 1. Januar 1870
3. ↑  AKL-online
4. ↑  Wend von Kalnein: Die Düsseldorfer Malerschule. Verlag Philipp von Zabern, Mainz 1979, ISBN 3-8053-0409-9, S. 414
5. ↑  Personalnachrichten: Dem Landschaftsmaler Georg Oeder hierselbst ist der Titel „Professor“ verliehen worden., in Amtsblatt für den Regierungsbezirk Düsseldorf, 1893
6. ↑  Claudia Delank: Das imaginäre Japan in der Kunst. „Japanbilder“ vom Jugendstil bis zum Bauhaus. Iudicium, München 1996, S. 82
7. ↑  Reichshandbuch der deutschen Gesellschaft. Band 2: L–Z. ebd.
8. ↑  Artikel Thusnelde Haniel im Portal gedbas.genealogy.net (Seite nicht mehr abrufbar, festgestellt im April 2018. Suche in Webarchiven)  Info: Der Link wurde automatisch als defekt markiert. Bitte prüfe den Link gemäß Anleitung und entferne dann diesen Hinweis., abgerufen am 1. Dezember 2012
9. ↑  Haniel & Lueg, Maschinenfabrik, Eisengießerei, Hammerwerk und Röhrengießerei, Grafenberger Chaussee 330, Inhaber: 1. Franz Haniel, Königsallee 19; 2. Heinrich Lueg, Sternstr. 18; 3. Hugo Haniel, Jägerhofstr. 28; 4. Thusnelda Haniel, Ehefrau des Malers Georg Oeder, Jacobistr. 10, in Adreßbuch der Oberbürgermeisterei Düsseldorf, 1890
10. ↑  Officieller Katalog der Gewerbe-Ausstellung Düsseldorf 1880. Selbstverlag des Vorstandes, Düsseldorf 1880, S. XXXIII f. (Digitalisat)
11. ↑  Personalnachrichten. In: Kunstchronik: Wochenschrift für Kunst und Kunstgewerbe, N.F. 9, 1898, Heft 32, S. 521 (Digitalisat)
12. ↑  Gottfried Stoffers: Industrie-, Gewerbe- und Kunst-Ausstellung Düsseldorf 1902. Die Industrie- und Gewerbe-Ausstellung für Rheinland, Westfalen und benachbarte Bezirke verbunden mit einer deutsch-nationalen Kunst-Ausstellung Düsseldorf 1902. August Bagel, Düsseldorf 1903, S. 69 (Digitalisat)
13. ↑  Im März 1900 wurde die Figurengruppe „Der ungebetene Gast“ aufgestellte., in Bericht über den Stand und die Verwaltung der Gemeinde-Angelegenheiten der Stadt für den Zeitraum vom 1. April 1899 bis 31. März 1900. Besonderer Theil.III. Die Fürsorge für das wirtschaftliche Leben.
14. ↑  Rheinischer Frauenklub, Rosenstraße 20, für „gebildete Frauen und Mädchen“, unter den Beisitzerinnen: Frau Professor Oeder, in Adreßbuch für die Stadtgemeinde Düsseldorf, 1915, S. 52

| Personendaten    | Personendaten   |
| ---------------- | --------------- |
| NAME             | Oeder, Georg    |
| KURZBESCHREIBUNG | deutscher Maler |
| GEBURTSDATUM     | 12. April 1846  |
| GEBURTSORT       | Aachen          |
| STERBEDATUM      | 4. Juli 1931    |
| STERBEORT        | Düsseldorf      |